# Paedophryne swiftorum
Paedophryne swiftorum es una especie de anfibio anuro de la familia Microhylidae.

## Distribución geográfica

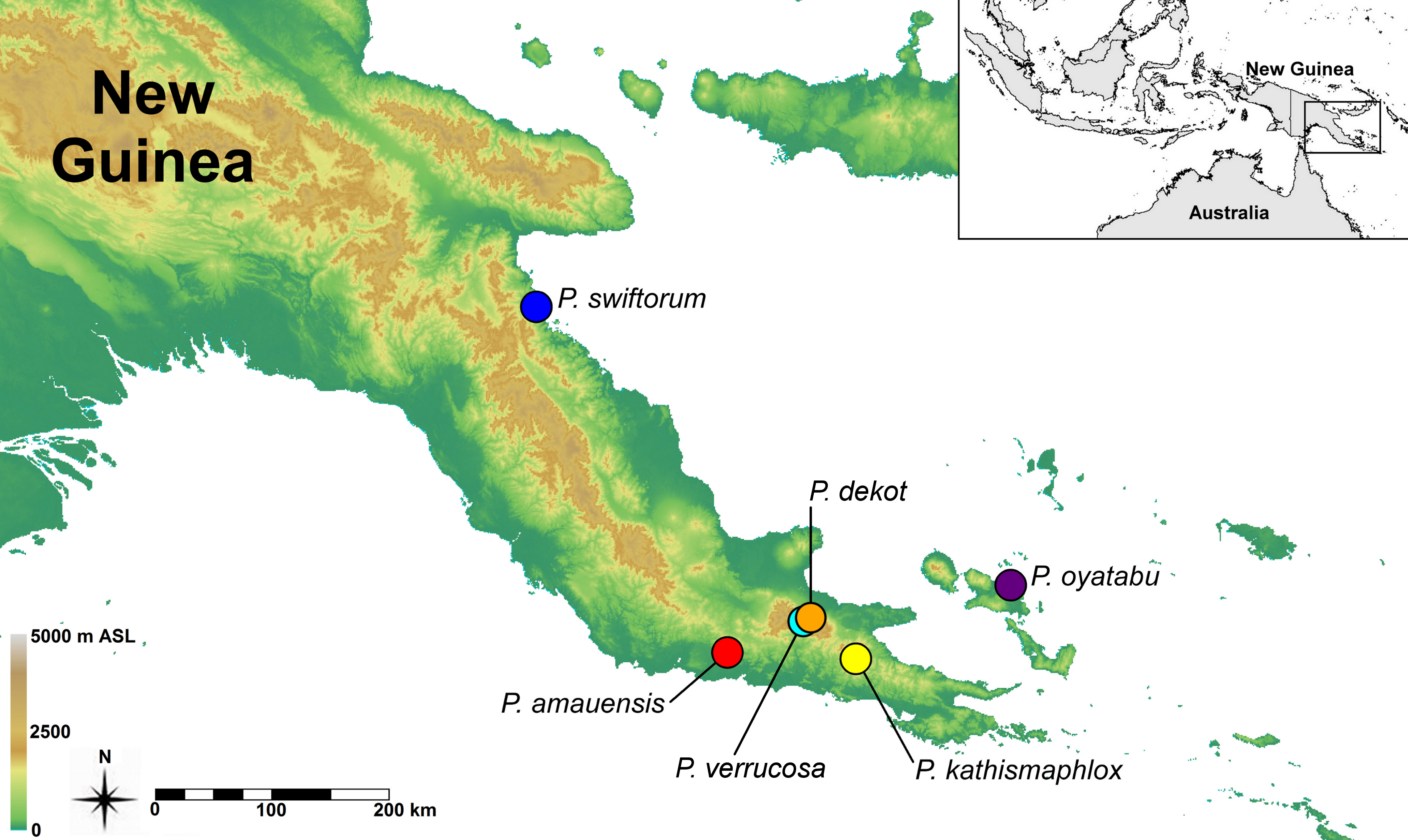
Punto azul: Sitio del descubrimiento de Paedophryne swiftorum.

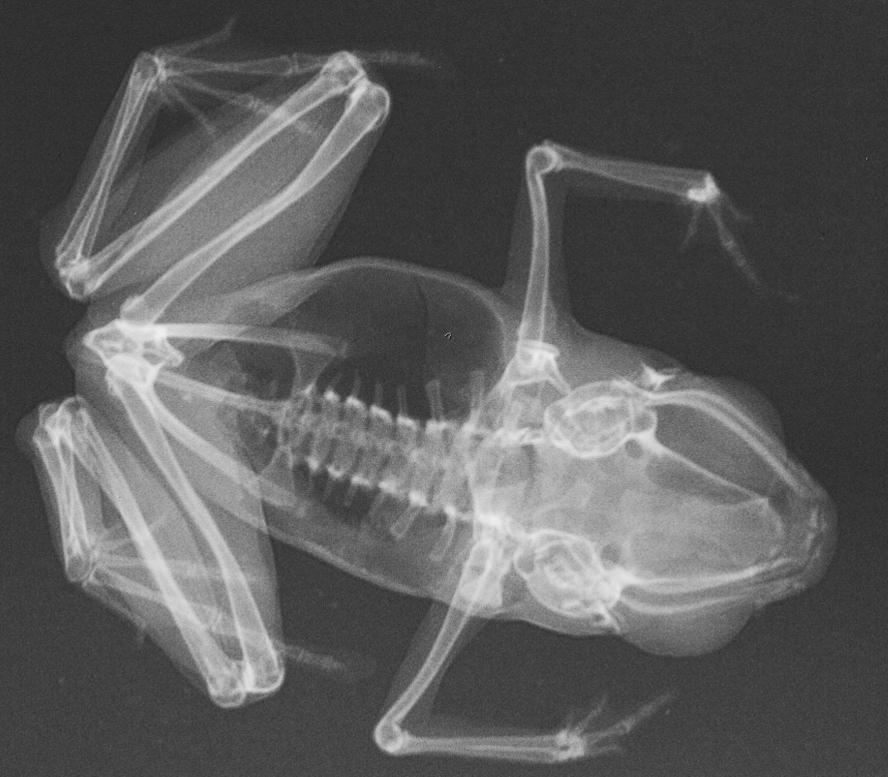
Imagen de rayos X de un paratipo de Paedophryne swiftorum (BPBM 31886).

Es endémica de Nueva Guinea, en la provincia de Morobe (Papúa Nueva Guinea).